# Cephalogale
Cephalogale – wymarły rodzaj ssaka drapieżnego z rodziny Hemicyonidae. Przypominał niedźwiedzia. Żył od późnego oligocenu do epoki mioceńskiej w Ameryce Północnej i Europie, co przypada na czas pomiędzy 33,9 i 20  milionów lat temu, istniał więc przez 13,9 miliona lat.
Zanim uznano jego bliskie pokrewieństwo z innymi przedstawicielami Hemicyonidae, Cephalogale bywał uznawany za przodka niedźwiedzi.

## Taksonomia
Nazwę Cephalogale ukuł Claude Jourdan w 1862.  Gatunkiem typowym ustanowiono Cephalogale geoffroyi. Carroll (1988) przypisał to zwierzę do rodziny niedźwiedziowatych (Ursidae), Hunt (1998) do Hemicyoninae, a Wang i współpracownicy (2005) do Ursoidea.

### Etymologia
Cephalogale: gr. κεφαλη kephalē „głowa”; γαλεη galeē lub γαλη galē „łasica”.